# Kool Herc
Clive Campbell (Kingston, 16 d'abril de 1955), més conegut pel seu nom artístic Kool Herc, és un punxadiscos jamaicà a qui se li atribueix la creació, als anys 1970, de la música hip-hop al barri novaiorquès del Bronx, on va emigrar amb la seva família als 12 anys. Conegut com el «Fundador del Hip-Hop» i el «Pare del Hip-Hop», Campbell va iniciar-se punxant discos de funk de James Brown.

## Biografia
Kool Herc va començar a aïllar la part instrumental del disc que posava èmfasi en el ritme de la bateria (break) i va canviar d'un break a un altre. Utilitzant la mateixa configuració en dos tocadiscos de discoteca connectats a dos amplificadors i un sistema de megafonia, va utilitzar dues còpies del mateix disc per allargar el break.
Aquest tècnica de breakbeat, amb solos de bateria funky, va etablir la base de la música hip-hop. Les exhortacions de Kool Herc als ballarins de break dance van acompanyar el naixement del ritme sincopat i parlat conegut com a rap. També va anomenar als ballarins de break dance com a b-boys i b-girls, termes que es continuen utilitzant. L'estil de Koll Herc va ser reprès de seguida per figures com Afrika Bambaataa i Grandmaster Flash.
El 1979, la productora discogràfica Sylvia Robinson, de Sugar Hill Records, va reunir un grup que va anomenar The Sugarhill Gang i va gravar «Rapper's Delight», la primera cançó d'èxit que va inaugurar l'era del hip-hop comercial.
Campbell va declarar que es va retirar de l'escena després de ser apunyalat a l'Executive Playhouse mentre intentava intercedir en una baralla i la crema d'un dels seus locals. L'any 1980, Herc havia deixat de fer de DJ i treballava en una botiga de discos al sud del Bronx.
Kool Herc va aparèixer a la pel·lícula Beat Street (1984) fent d'ell mateix. A mitjans de la dècada del 1980, el seu pare va morir i es va convertir en addicte al crac: «no vaig poder fer-hi front, així que vaig començar a medicar-me». El maig de 2019, Kool Herc va llançar el seu primer disc de vinil amb Mr. Green.
El 3 de maig de 2023, Campbell va ser inclòs al Saló de la Fama del Rock en la categoria de premis a la influència musical.

## Discografia

### Àlbums
- DJ Kool Herc and the Herculoids: L Brothers vs The Herculoids – Bronx River Centre (1978)
- DJ Kool Herc and the Herculoids: Live at T-Connection (1981)

### Col·laboracions
- Terminator X: «Herc's Message» a Super Bad (1994)[18]
- The Chemical Brothers: «Elektrobank» a Dig Your Own Hole (1997)[19]
- Substantial: «Sacrifice» a Sacrifice (2008)[20]
- Mr Green: Last of the Classic Beats (2019)[21]